# Municipio de Grand River (condado de Daviess)
El municipio de Grand River (en inglés: Grand River Township) es un municipio ubicado en el condado de Daviess en el estado estadounidense de Misuri. En el año 2010 tenía una población de 393 habitantes y una densidad poblacional de 2,86 personas por km².

## Geografía
El municipio de Grand River se encuentra ubicado en las coordenadas 40°0′41″N 93°57′49″O / 40.01139, -93.96361. Según la Oficina del Censo de los Estados Unidos, el municipio tiene una superficie total de 137.38 km², de la cual 136,09 km² corresponden a tierra firme y (0,94 %) 1,28 km² es agua.

## Demografía
Según el censo de 2010, había 393 personas residiendo en el municipio de Grand River. La densidad de población era de 2,86 hab./km². De los 393 habitantes, el municipio de Grand River estaba compuesto por el 92,62 % blancos, el 0,25 % eran afroamericanos, el 3,31 % eran amerindios, el 0,51 % eran de otras razas y el 3,31 % eran de una mezcla de razas. Del total de la población el 3,31 % eran hispanos o latinos de cualquier raza.